# Паволче
Па̀волче е село в Северозападна България. То се намира в община Враца, област Враца.

## География
Село Паволче се намира на 3 km югоизточно от Враца, в подножието на Врачанската планина върху силно пресечен терен. Землището му е полупланинско с оскъдни условия за земеделски поминък и се простира на площ от 16 295 дка. Граничи на изток с Челопек, на юг – със Зверино, на запад – със Згориград, и на север – с Косталево и Моравица. В района му все още съществува тракийски могилен некропол, който свидетелства за малко земевладелско имение на тракийски аристократичен род.

## История
Свързани с траките са останки от гробници от ранната античност на изток в м. Мало Паволче до стария римски път за Лютиброд и София. В същата местност на територията на лозята се установяват множество глинени водопроводни тръби от римския период, а също и оловни тръби. В тази местност се откриват и каменни постаменти и части от колони, вероятно от раннохристиянски храм около IV – V век. Установени са сребърни монети от времето на Константин I, което потвърждава данните за наличие на християнски храм от този период. В пещери около селото е добивана глина, която е с качества, доближаващи се до порцелан.
Традиционни занаяти, като рударство, каменоделство (бигор), ковашки, грънчарство, тъкачество (равеници), пчеларство (мушка), са забравени. По реката, извираща под връх Вола, е имало голям брой малки воденици.
Името Павлидже фигурира в турските архиви, но всъщност е трансформация от Павлиция (на Павел). По-късно от Павлидже се приема трансформацията Паволче.
Селото се среща с днешното си име в един от най-ранните османски документи, датиран от 1430 г. В друг османски документ, който е от средата на XV в., е записано като тимар с 39 домакинства. В него е посочено, че „…част от жителите на село Паволче живеят на мястото, наричано Девене“. Това е и първата най-ранна информация за разселванията във Врачанско в началото на османската власт. В първите векове на османската власт част от жителите на с. Паволче са били войнагани – ходили са в Цариград да отглеждат султански коне. Имена на войнагани от Паволче се срещат в османските регистри от 1548 г., през втората половина на XVI в. и през първата половина на XVIII в. В един друг списък на войнагани с дата 1715 г. между войнуците от с. Вировско е и войнук Недко, син на Драган, и помощникът му Георги, син на Пешо, и двамата от с. Паволче. Тези сведения показват, че животът в с. Паволче не е прекъсвал. И селото е заварено от турските нашественици с днешното си име, което е получило през Второто българско царство. Името идва от личното име на човек, който се е казвал Павел или от Светеца Павел и наставката „-че“. Или с други думи се е получило Павол /ов/-че, както Галиче, Лиля/к/-че, Сени/к/-че, Соха-че и др.
Стари родове в Паволче са: Божковци, Влъковци, Дамяновци, Дурмановци (от този род са Вражовци). Други родове са Дурчовци, Гайдарете, Искрановци (от тях са Гунчовци и Кодовци), Йоловци. Йончовци, Врачовци. Коларците, Котларете, Кьосовци, Неделкьовци (от тях са Шунтовци), Павловци, Терзиовци, Тошкинци, Торньовци, Шекерановци, Врачовци, Осиковци (Неновци). Към средата на XIX в. от с. Осиково идват Канджовци и Кондовци, от с. Инатица – Велчовци, от с. Зверино – Зверинците, които са дошли на павет у Йончовци, а от =. В края на XIX в. няколко семейства от рода Шунтовци се преселват в с. Девене, от Искрановци – в с. Горна Бешовица и с. Лехчево, и от Дамяновци – в с. Лепица. След като е било обезлюдено от кърджалийски банди селото Крушовица, което се с намирало във Врачанската планина близо до връх Околчица над Крушовишкия извор, хората от Паволче си присвояват част от неговото землище, а останалата земя става владение на Черепишкия манастир „Успение на Пресвета Богородица“.
Историята на Паволче е тясно свързана с трагедията на Ботевата чета. След смъртта на войводата много от четниците намират гибелта си в селото и района около него. В селото са убити само трима четници. Другите са избити в землището на с. Челопек, предадени от местни жители за пари (справка - пътеводител от Козлодуй до Околчица). Селото е било основано под сегашното, но заради близостта му до основния път за Враца и честите набези на кърджалии се премества в местността Мало Паволче, а след това се установява на сегашното място.

## Население
Население по години: 1910 г. – 706 жители, 1926 г. – 844, 1934 г. – 954, 1946 г. – 914, 1965 г. – 939, 1975 г. – 982, 1985 г. – 911, 1992 г. – 838.
Преброяване на населението през 2011 г.
Численост и дял на етническите групи според преброяването на населението през 2011 г.:
|                     | Численост | Дял (в %) |
| Общо                | 696       | 100,00    |
| Българи             | 676       | 97,12     |
| Турци               | 0         | 0,00      |
| Цигани              | 0         | 0,00      |
| Други               | 0         | 0,00      |
| Не се самоопределят | 0         | 0,00      |
| Неотговорили        | 18        | 2,58      |

## Религии
Изповядва се православно християнство.
Църквата „Св. Иван Рилски“ в селото е построена през 1932 г. и реставрирана с дарения от местните хора през 2002 г. Митрополит Калиник преосвещава храма на 30 май 2002 г.

## Обществени институции
В селото има действащо читалище от 1930 г. Първи председател на НЧ „Фар 1930“ е свещеник Атанаси Стойков. Регистрирано е във Врачански окръжен съд през 1997 г.
Клуб на пенсионера и инвалида „Околчица“.

## Културни и природни забележителности
Сред природните забележителности е красивият водопад Шопката, открояващ се на фона на отвесни скали. Близо до него са скалните образувания Альоша (сходен с паметника Альоша в Пловдив), както и фигурата на чакащата майка срещу него. По̀ на изток в подножието на паметника на връх Околчица е т.нар. Янчова чукла (скала) със скалното образувание „Дядо Янчо“, представляващо седнал човек, с гръб към масата. Там под скалния ръб „Веждата“ се намира единственият по рода си ендемит Келереров центрантус, защитено растение, както и естествен пчелен кошер, изграден в скална ниша над селото.
Има находище на шуплест варовик, т.нар. „бигор“.
Други забележителности са пещерата Пукоя, дълбока 156 м, пещерата Дядова дупка, както и Пчелешка дупка, Боркова дупка, Римския мост в местността Бучил, пропастта Ямата в местността Джурилица.
В землището на селото се срещат многобройни вековни дървета, защитени природни обекти – дъб, цер, бряст, черница („дуд“ на местното наречие).

## Редовни събития
- Ботевите тържества – ежегодни чествания на 2 юни на връх Вола (Околчица)
- Илинден – обикновено тогава се прави курбан против градушка и други природни бедствия
- Св. Иван Рилски – ежегоден курбан на църквата на 19 октомври

## Личности
- Петър Томов – първи директор на построеното училище „Хр. Ботев“

## Други

### Кухня
Характерна е традиционната българска кухня и използването на специфични местни подправки при приготвяне на свинско месо и фасул. Също така са типични:
- Чушки с боб
- Домашна наложена баница със сирене и домашни кори
- Сарми с лапад – традиционно пролетно блюдо
- Селска лютика – традиционно пролетно блюдо[10]